# Sfera lui Hill
În astronomie, sfera lui Hill reprezintă regiunea în care domină atracția unui corp, față de perturbațiile altui corp mai masiv.
Pentru ca un corp să graviteze un altul, orbita lui trebuie să se afle în interiorul sferei Hill al celui pe care îl orbitează. De exemplu, în sistemul Soare–Pământ-Lună, orbita Lunii se situează în interiorul sferei Hill a Pământului.
Raza sferei Hill pentru orbite stabile (fără mari excentricități) este exprimată prin următoarea relație:
{\displaystyle r=d{\sqrt[{3}]{\frac {m}{3M}}}}
unde r este raza sferei Hill, d este distanța dintre cele două corpuri, M este masa corpului masiv, iar m este masa corpului pentru care se calculează raza sferei Hill (satelit).
În exemplul de mai sus, Soare-Pământ-Lună, în timp ce Terra orbitează Soarele la o distanță de 149,6 milioane de km, sfera Hill a Pământului este de aproximativ 1,5 milioane de km, iar orbita Lunii în jurul Pământului se plasează la doar 0,384 milioane de km. Astfel, Luna se situează în sfera în care gravitația Pământului este dominantă față de cea a Soarelui.